# Токтас
Токта́с (каз. Тоқтас) — озеро в Фёдоровском районе Костанайской области Казахстана. Находится около Банновки к северу от села Цабелевка.
По данным топографической съёмки 1943 года, площадь поверхности озера составляет 10,76 км². Наибольшая длина озера — 4,4 км, наибольшая ширина — 3,2 км. Длина береговой линии составляет 12,2 км, развитие береговой линии — 1,04. Озеро расположено на высоте 179,9 м над уровнем моря.
По данным обследования экспедицией ГГИ от 24-25 сентября 1956 года, площадь поверхности озера составляет 11,2 км². Максимальная глубина — 5 м, объём водной массы — 34,6 млн. м³, общая площадь водосбора — 180 км².

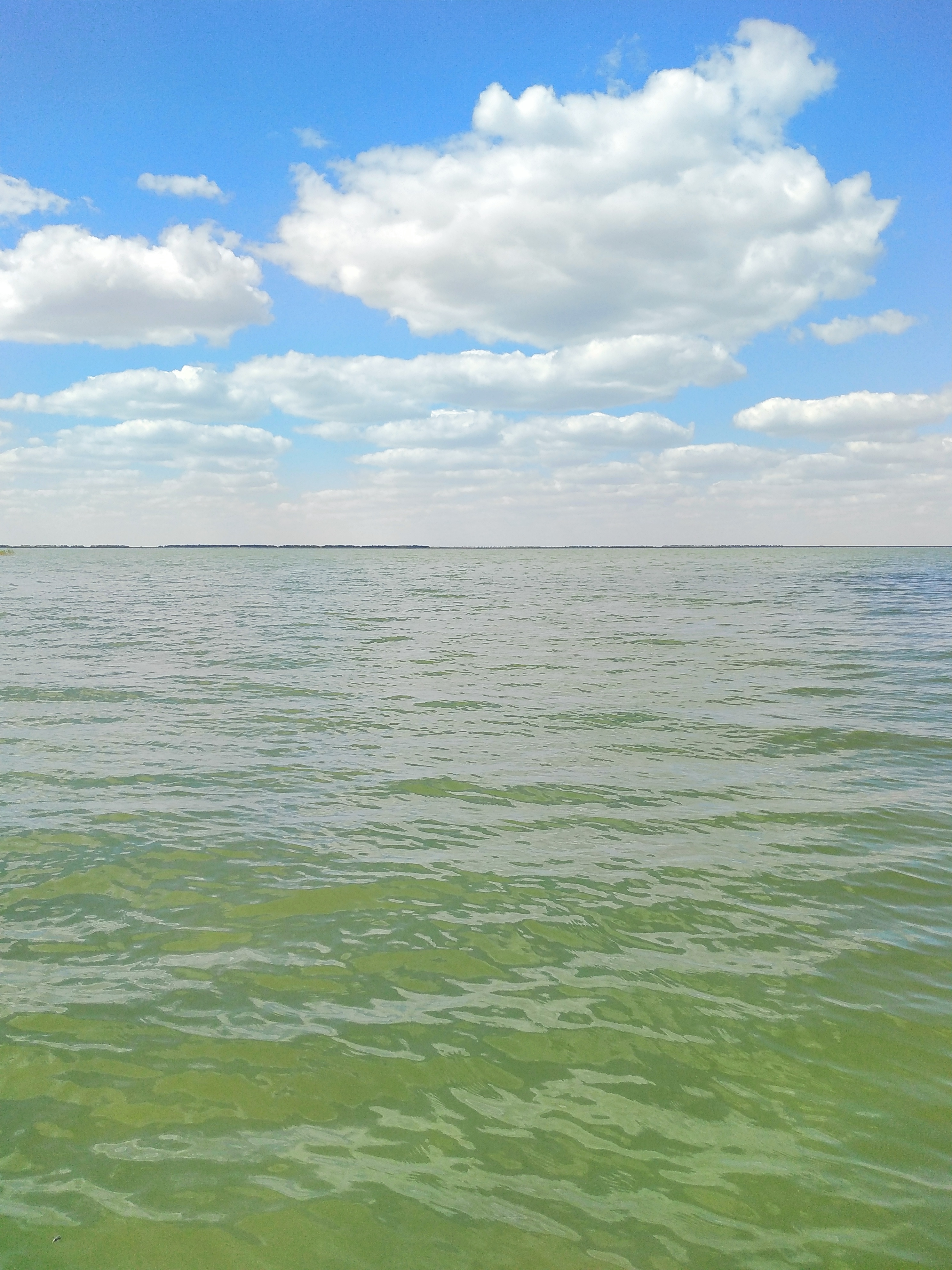
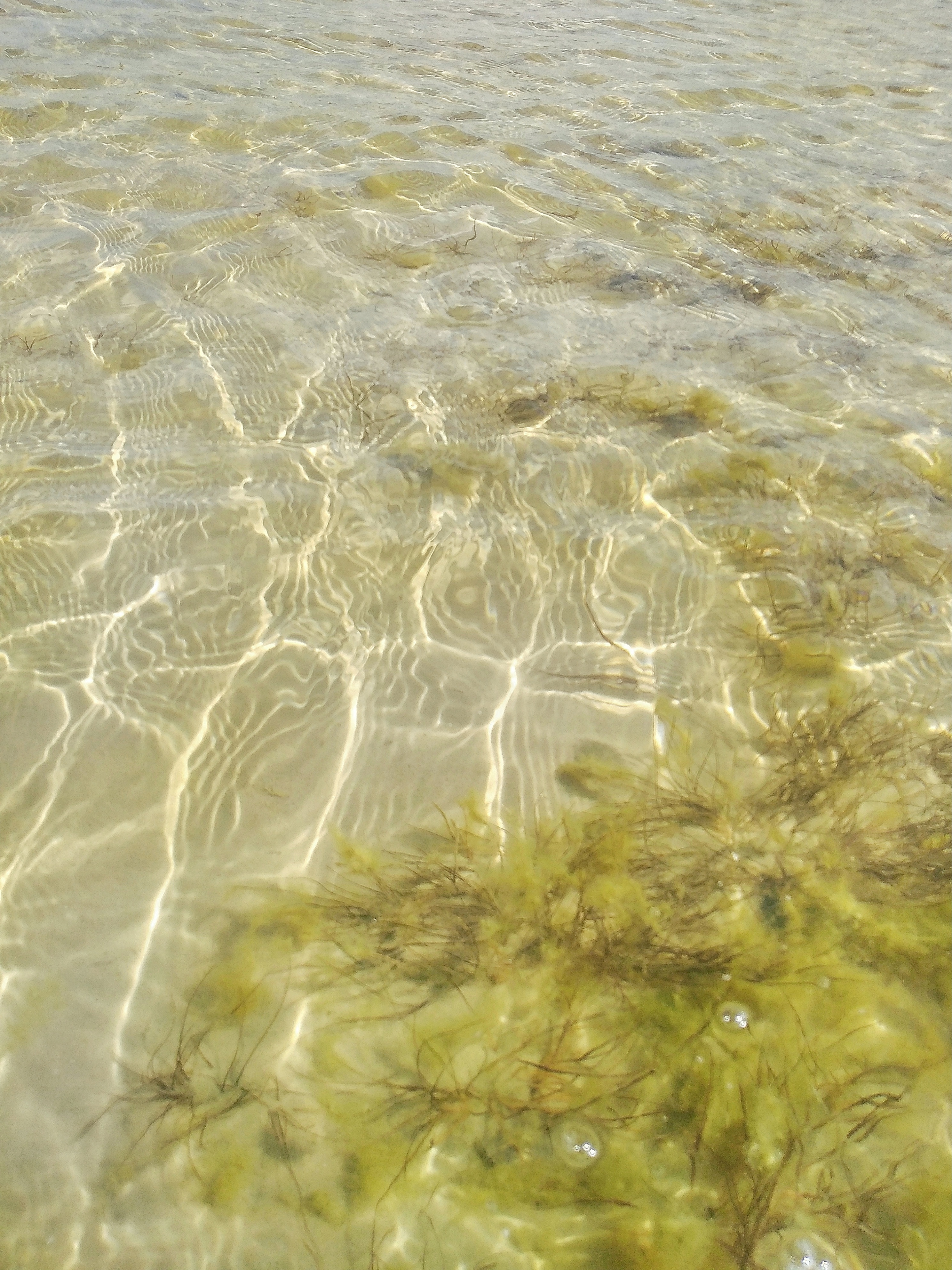
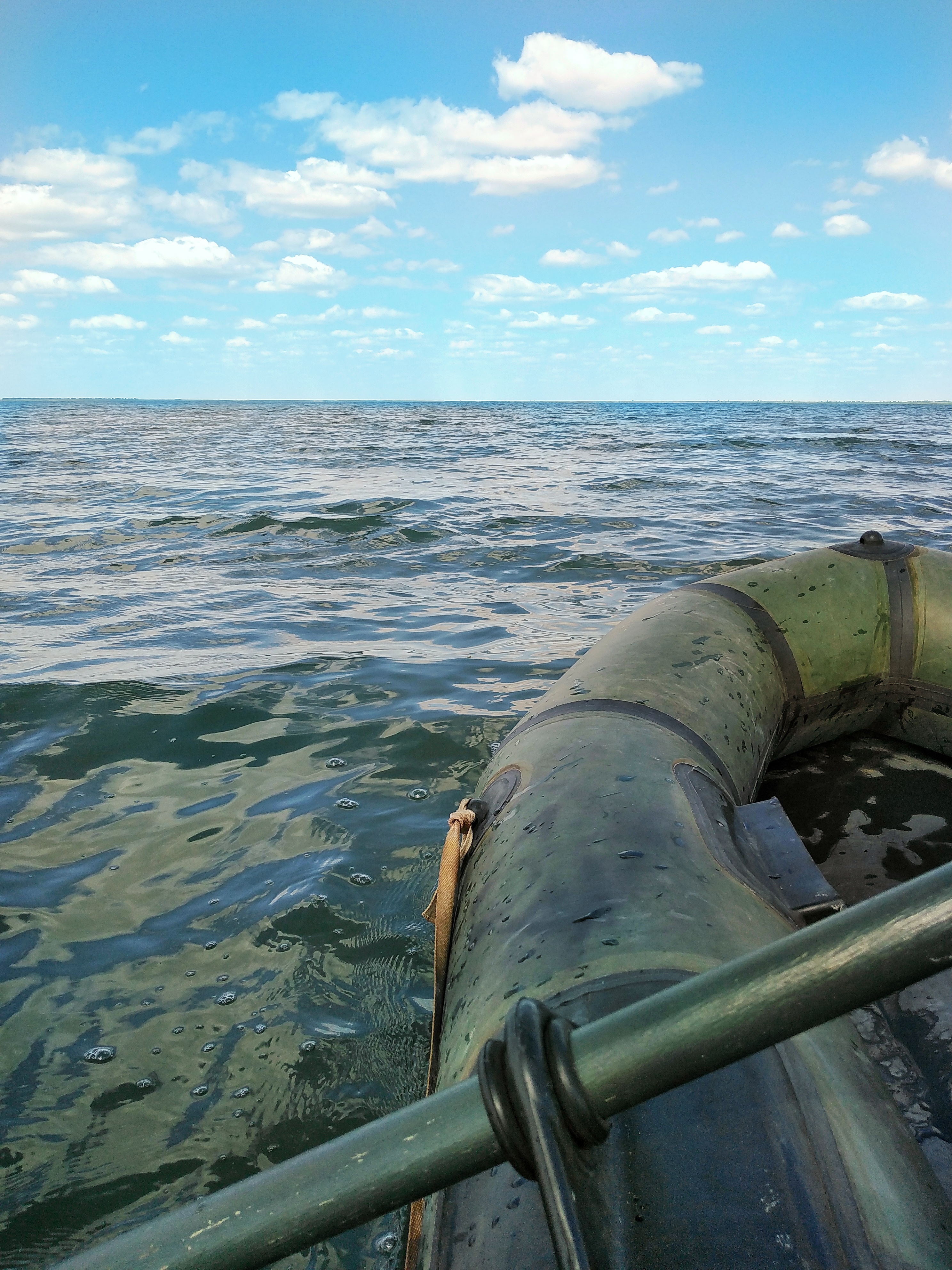